# Liechtenstein en los Juegos Europeos de 2015
Liechtenstein participa en los Juegos Europeos de Bakú 2015 con una delegación de 10 deportistas. El responsable del equipo nacional es el Comité Nacional Olímpico de Liechtenstein, así como las federaciones deportivas nacionales responsables de cada deporte con participación en los juegos.

## Medallero
El equipo olímpico de Liechtenstein no obtuvo medallas.

### Otros artículos
- Juegos Europeos de 2015

- Datos: Q20034346